# Малюта Скуратов

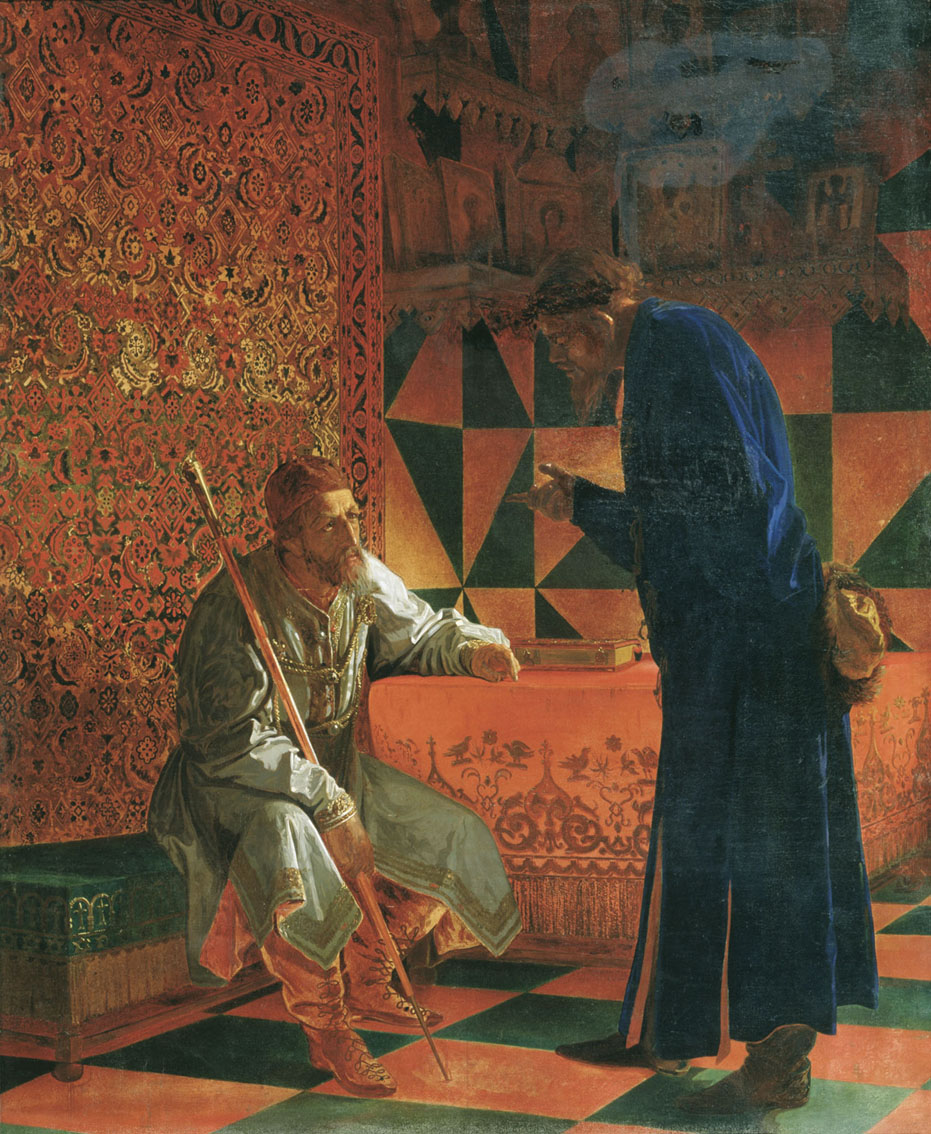
Г. С. Седов. Іван Грозний і Малюта Скуратов, 1870

Малю́та Скуратов (справжнє ім'я Григорій Скуратов-Бєльський; ? — †1 січня 1573) — державний, політичний та військовий діяч Московського князівства у XVI ст., один з керівників та символів Опричнини, одна з найстрашніших та найкривавіших постатей світової історії.
Був однією з найбільш довірених осіб Івана IV Грозного, одним з його найближчих соратників. Прізвисько «Малюта» (букв. «Малятко») отримав за малий зріст. Ім'я Малюти Скуратова стало прозивним і вживається як уособлення жорстокості та кровожерливості.
Опричнина за часів керівництва Скуратова досягла апогею свого свавілля, всевладдя, беззаконня, злочинності та кривавої жорстокості. Скуратов особисто катував, страчував і вбивав багатьох осіб. Після захоплення Новгорода Московією у 1570 році саме ним було ініційоване масове вбивство новгородських жителів, що стало одним з найжахливіших злочинів у світовій історії і призвело до загибелі тисяч людей. Малюта Скуратов власноруч вбив голову православної церкви Московського князівства митрополита Пилипа II, задушивши того.
Малюта Скуратов загинув у бою 1 січня 1573 року під час штурму фортеці Вейсентштейн в ході Лівонської війни.

## Родина
Дочка Малюти Марія вийшла за майбутнього царя Бориса Годунова. У їх шлюбі народився син, Федір II Годунов, який отримав престол у віці 16 років, але царював трохи більше року: з 13 квітня 1605 до 01 червня 1606.

### Проблеми з датуванням народження доньок Малюти
Народження майбутнього царевича Федора II у 1589 році викликає у сучасних дослідників певні сумніви щодо коректності встановленного раніше віку подружжя Годунових. До останнього часу вважалося, що його мати Марія Григорівна народилася у 1552 році. Таким чином, на момент появлення первістка їй мало бути вже 37 років — старечий вік для жінок того часу. Беручи до уваги, що весілля зіграли ще у 1571 році, припустити, що у подружжя 18 років не було дітей, навряд чи можна. Як правило, у ті часи першу дитину дівчина народжувала ще до 18 років. Тільки монарші особи могли довго чекати первістка, бо мова йшла про спадкоємця престолу. Ані в боярських, ані навіть у звичайних сім'ях стільки років ніхто чекати б не став — Борис просто знайшов би собі іншу дружину.
З датами народження рідних сестер Марії теж не все гладко. Про обставини народження старшої Анни, що згодом вийшла заміж за знатного боярина і воєводу Івана Михайловича Глинського, родича матері Івана IV, наразі нічого невідомо. Всі записи про їхній шлюб або знищені або втрачені. Молодша Катерина, нібито, у 1572 році вийшла заміж за брата Василя Шуйського (який став згодом царем) — князя Дмитра Івановича Шуйського. Історики визначають його дату народження між 1560 і 1562 рр., тобто на момент одруження князю було від 10 до 12 років, а нареченій — 18. В династичних шлюбах того часу і таке траплялося. Проте, згідно з офіційною версією історії, Катерина Григорівна виходила заміж за дорослого і впливового боярина-стольника, який відзначився на государевій службі. У зв'язку з цим сучасні дослідникі припускають, що дочки Малюти Скуратова народилися трохи пізніше: старша Анна — приблизно у 1568 році, Марія — у 1570-му, а Катерина — у 1572 році.
Борис і Марія, за однією версією, були ровесниками, а за іншою, Марія була його старше на рік або два. В цьому випадку Борис Годунов народився не в 1552 році, а приблизно в 1571-72 роках. І весілля Борис і Марія могли зіграти тільки наприкінці в 80-х років XVI століття. За офіційною версією, Борис сватався до Марії у 16 років, а через рік вони прийняли шлюб. Народження їх первістка Федора у 1589 році (коли матері було не 37, а лише 18-19 років) цілком вкладається в таку версію подій.